# 紙の寸法
紙の寸法（かみのすんぽう）では、紙の工業規格について記述する。サイズの系統にはA列、B列、四六判、菊判、ハトロン判、AB判などがある。

## 国際的な紙の寸法の規格
A列、B列、C列はISO 216で画定されている紙の仕上がり寸法の国際規格である。ドイツの工業規格 DIN 476が基になっており、世界各国で使われている。仕上がり寸法とはノートやコピー用紙など、製品に仕上がった紙の寸法である。
A列ならもとの大きさを「A0」、それを長辺で半分にしたものを「A1」、さらにA1を半分にしたものを「A2」という具合に呼び、サイズを下げていく際に長辺を半分にすることにより短辺と長辺の比率（白銀長方形）が同じ（つまり相似）になるように設計されている。しかし規格寸法は1mm未満の端数が出た段階でその端数値が切り捨てられるため、逆算で単純に短辺を倍にすることによりサイズを上げていくと規格寸法の数値に誤差が生じる。日本では「A1」を「A全」、「A0」を「A倍」と呼ぶことがある。
短辺と長辺の比は1:√2（≒1.414）。数字が1減るに従い面積は2倍、辺の長さは√2（≒1.414）倍になる。

### A列

A列。

A0の面積は1m2である。つまりメートル（m）で表した短辺と長辺の辺の長さは互いに逆数になっており、1/4√2（≒1.189）（≒0.841）m×4√2（≒1.189）mである。
An判の端数処理をした長辺は以下の数式で得られる。短辺はnを1増やせば得られる。（単位：mm）
1000/22n-1/4+0.2
|     | 短辺×長辺（mm） | 用途の例         |
| --- | --------------- | ---------------- |
| A0  | 841×1189        |                  |
| A1  | 594×841         |                  |
| A2  | 420×594         |                  |
| A3  | 297×420         |                  |
| A4  | 210×297         | 写真集・美術全集 |
| A5  | 148×210         | 学術書・教科書   |
| A6  | 105×148         | 文庫本           |
| A7  | 74×105          |                  |
| A8  | 52×74           |                  |
| A9  | 37×52           |                  |
| A10 | 26×37           |                  |

これらの値には許容値が定められているが、ISOや各国の国家規格で異なる。

#### 延長サイズ
「ISO 5457 製図 - 製図用紙のサイズ及び図面の様式」では、「特に長い用紙が必要な場合」のために、以下のような「特別延長サイズ」および「例外延長サイズ」が定められている。

##### 特別延長サイズ
|      | 短辺×長辺（mm） |
| ---- | --------------- |
| A3×3 | 420×891         |
| A3×4 | 420×1189        |
| A4×3 | 297×630         |
| A4×4 | 297×841         |
| A4×5 | 297×1051        |

##### 例外延長サイズ
|      | 短辺×長辺（mm） |
| ---- | --------------- |
| A0×2 | 1189×1682       |
| A0×3 | 1189×2523       |
| A1×3 | 841×1783        |
| A1×4 | 841×2378        |
| A2×3 | 594×1262        |
| A2×4 | 594×1682        |
| A2×5 | 594×2102        |
| A3×5 | 420×1486        |
| A3×6 | 420×1783        |
| A3×7 | 420×2080        |
| A4×6 | 297×1261        |
| A4×7 | 297×1471        |
| A4×8 | 297×1682        |
| A4×9 | 297×1892        |

### B列

B列。上のA列の図と等倍率。

B0の辺の長さは1m×√2（≒1.414）mである。
B列のサイズは、A列と1つ小さいA列の間を等比分割する。つまり、B0:A0:B1:A1:…の隣り合う面積の比は全て√2（≒1.414）倍、辺の長さの比は4√2（≒1.189）倍である。これは、A列内でA0:A1:A2:…の面積の比が2倍、辺の長さの比が√2（≒1.414）倍となっている思想と一貫している。コピーを取る時などにA4→B4にする倍率とB5→A4にする倍率が同じ倍率となる利点を持っている。
Bn判の端数処理をした長辺は以下の数式で得られる。短辺はnを1増やせば得られる。（単位：mm）
1000/2n-1/2+0.2
|     | 短辺×長辺（mm） | 用途の例         |
| --- | --------------- | ---------------- |
| B0  | 1000×1414       |                  |
| B1  | 707×1000        |                  |
| B2  | 500×707         |                  |
| B3  | 353×500         |                  |
| B4  | 250×353         | 画集・グラフ雑誌 |
| B5  | 176×250         | 週刊誌・一般雑誌 |
| B6  | 125×176         | 単行本           |
| B7  | 88×125          |                  |
| B8  | 63×88           |                  |
| B9  | 44×63           |                  |
| B10 | 31×44           |                  |

なお、一部の国（日本を含む）では、上記の国際規格のB列ではなく、日本を始めとする JIS B列が一般的に使用されている。国際規格のB列とJISのB列は呼称が同じものの寸法が異なるため、混同しないよう注意が必要である。例として、以下の寸法がある。
- JIS B5：182mm×257mm
- セミ B5：179mm×252mm

### C列

C列。上のA列・B列の図と等倍率。

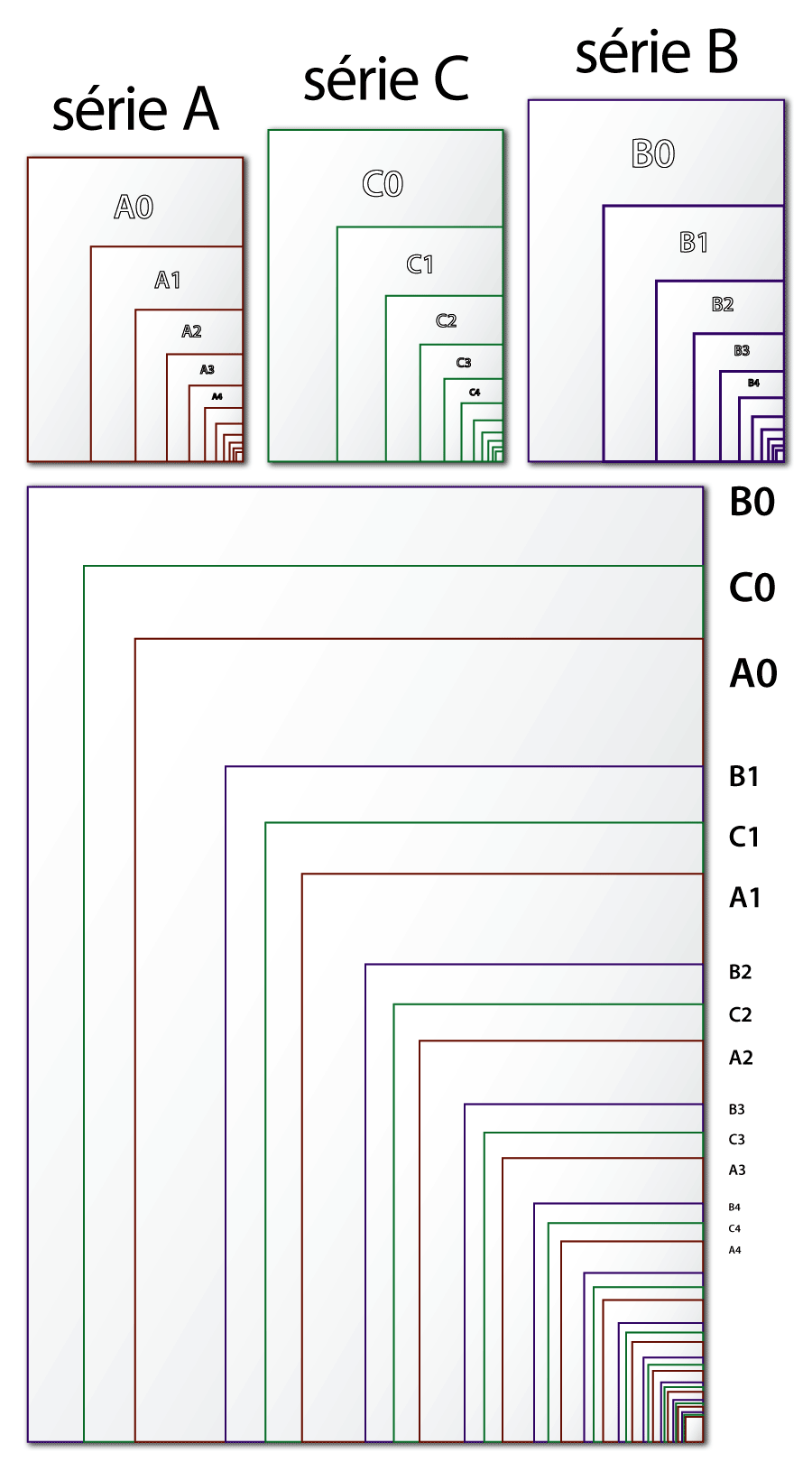
A列・B列（ISO）・C列の比較。

ISO 269ではC列が規格化されている。C列は、B列（ISO）とA列の間を等比分割する。つまり、B0:C0:A0の隣り合う面積の比は4√2（≒1.189）倍、辺の長さの比は8√2（≒1.091）倍である。
Cn判の端数処理をした長辺は以下の数式で得られる。短辺はnを1増やせば得られる。（単位：mm）
1000/24n-3/8+0.2
|     | 短辺×長辺（mm） |
| --- | --------------- |
| C0  | 917×1297        |
| C1  | 648×917         |
| C2  | 458×648         |
| C3  | 324×458         |
| C4  | 229×324         |
| C5  | 162×229         |
| C6  | 114×162         |
| C7  | 81×114          |
| C8  | 57×81           |
| C9  | 40×57           |
| C10 | 28×40           |

C列は主に封筒に使われる。C4サイズ（日本の角形20号と同じ）はA4より一回り大きいため、A4を折らずにそのまま入れられる。A4二つ折りを送るときはC5サイズ（日本の角形6号と同じ）を選ぶ。

### RA列およびSRA列
RA列、SRA列はISO 217で画定されている原紙寸法の国際規格である。原紙寸法とは印刷時に紙の端を機械のツメがくわえたり、裁断加工時のトンボに必要な余白を加えたもので、仕上寸法よりひとまわり大きい。RA列、SRA列はそれぞれ同じ番号のA列に対応する。
|     | 短辺×長辺（mm） |
| --- | --------------- |
| RA0 | 860×1220        |
| RA1 | 610×860         |
| RA2 | 430×610         |
| RA3 | 305×430         |
| RA4 | 215×305         |

|      | 短辺×長辺（mm） |
| ---- | --------------- |
| SRA0 | 900×1280        |
| SRA1 | 640×900         |
| SRA2 | 450×640         |
| SRA3 | 320×450         |
| SRA4 | 225×320         |

## 各国における独自の紙の寸法の規格

### DIN（ドイツ）
ドイツの工業規格 DIN 476は1922年に公表され、後にISOのA列、B列などの基になった規格であるが、DIN 476はA0より上の2A0と4A0が規格化されており、それぞれA0の2倍ないし4倍の寸法となる。
|     | 短辺×長辺（mm） | 比            |
| --- | --------------- | ------------- |
| 4A0 | 1682×2378       | √2 （≒1.414） |
| 2A0 | 1189×1682       | √2 （≒1.414） |

### SIS（スウェーデン）
スウェーデンのSIS 014711ではISOのA列、B列、C列に加え、D列、E列、F列、G列が規格化されている。D列はB列と1つ大きいA列の間を等比分割し、D0:B0:C0:A0:D1:B1:…の面積の比は4√2（≒1.189）倍となる。E列・F列・G列はそれをさらに等比分割してD0:F0:B0:G0:C0:E0:A0の面積の比は8√2（≒1.091）倍、辺の長さの比は16√2（≒1.044）倍となる（A0とD1の間を等比分割する規格はない）。

### JIS（日本）
日本では、1951年に制定されたJIS P 0138「紙加工仕上寸法」が「ISO-Aシリーズ」（A列）と「JIS-Bシリーズ」（B列）の寸法を規定している。この規格は、1929年に商工省が日本標準規格第92号として発表した「紙ノ仕上寸法」が元になっている。なお「紙ノ仕上寸法」は1940年に臨時日本標準規格第138号としても制定されており、JIS P 0138の規格番号はこの数字を引き継いだものである。
JIS P 0138のA列はISOと同じだが、B列は国際規格との互換性がない。JISのB0は面積が1.5m2となるように定義されている。よって辺の長さは4√1.125m×4√4.5m（約1.03m×約1.456m）となり、ISOのB0より約3%大きい。B列の長辺の長さはA列の対角線に等しく、短辺の長さは1段階小さいA列の対角線に等しい。
ISOのA列とB列は相似比が4√2倍（約1.189倍）と一定なのに対し、JISにおいては、A列より一回り大きいB列と、B列より一回り大きいA列で相似比が異なる。B列はA列の√1.5倍（約1.225倍）で、A列は1段階小さいB列の√4/3倍（約1.155倍）である。
JIS B列はほとんど日本・中国・台湾の3地域のみで使われている。江戸時代の公用紙である美濃紙をもとに定めた美濃判に由来する。
JIS Bn判の端数処理をした長辺は以下の数式で得られる。短辺はnを1増やせば得られる。（単位：mm）
1000√3（≒1732）/4√22n+1+0.2
|         | 短辺×長辺（mm） | 比    |
| ------- | --------------- | ----- |
| JIS B0  | 1030×1456       | 1.414 |
| JIS B1  | 728×1030        | 1.414 |
| JIS B2  | 515×728         | 1.414 |
| JIS B3  | 364×515         | 1.414 |
| JIS B4  | 257×364         | 1.414 |
| JIS B5  | 182×257         | 1.414 |
| JIS B6  | 128×182         | 1.414 |
| JIS B7  | 91×128          | 1.414 |
| JIS B8  | 64×91           | 1.414 |
| JIS B9  | 45×64           | 1.414 |
| JIS B10 | 32×45           | 1.414 |

原紙寸法の規格としては、ISO 217を元に日本独自の寸法を規定したJIS P 0202「紙の原紙寸法」が存在する。以下の5つが定められている。
| 種類       | 短辺×長辺（mm） | 比    |
| ---------- | --------------- | ----- |
| A列本判    | 625×880         | 1.408 |
| B列本判    | 765×1085        | 1.418 |
| 四六判     | 788×1091        | 1.385 |
| 菊判       | 636×939         | 1.476 |
| ハトロン判 | 900×1200        | 1.333 |

### ANSI（アメリカ合衆国）

ANSI A - E。

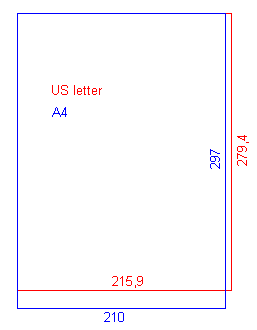
A4とレター（ANSI A）の比較。

アメリカ合衆国のANSI/ASME Y14.1では、伝統的なデファクトスタンダードだったレター（レターサイズ）を基準とした用紙サイズが規格化されている。
A列などと異なり、レターがAとなり、アルファベット順に面積が倍になる。
ANSI A（レター）はA4に似るがやや短く、短辺と長辺の比は√2（≒1.414）:1ではない。そのためANSI系列は、面積が倍になるにつれ短辺と長辺の比が1.294倍と2/1.294（≒1.546）倍の間で交互に入れ替わる。辺の長さも√2（≒1.414）倍にはなっていない。
|        | 短辺×長辺       | 短辺×長辺   | 比    | 通称                | 近似のISO |
| mm     | in              |             | 比    | 通称                | 近似のISO |
| ------ | --------------- | ----------- | ----- | ------------------- | --------- |
| ANSI E | 864×1118        | 34×44       | 1.294 |                     | A0        |
| ANSI D | 559×864         | 22×34       | 1.546 | A1                  |           |
| ANSI C | 432×559         | 17×22       | 1.294 | A2                  |           |
| ANSI B | 279×432 432×279 | 11×17 17×11 | 1.546 | タブロイド レジャー | A3        |
| ANSI A | 216×279         | 81/2×11     | 1.294 | レター              | A4        |

## その他のデファクトスタンダード
数多くのデファクトスタンダードがあるが、プリンターやDTPが多く対応しているものを挙げる。

### 北アメリカ
|                             |                               | 短辺×長辺       | 短辺×長辺   | 比    | ANSI | 近似のISO |
| mm                          | in                            |                 |             | 比    | ANSI | 近似のISO |
| --------------------------- | ----------------------------- | --------------- | ----------- | ----- | ---- | --------- |
| タブロイド レジャー         | Tabloid Ledger（LDR）         | 279×432 432×279 | 11×17 17×11 | 1.546 | B    | A3        |
| リーガル                    | Legal（LGL）                  | 216×356         | 81/2×14     | 1.647 |      |           |
| フォリオ                    | Folio                         | 210×330         | 8.27×13     | 1.625 |      |           |
| クォート                    | Quarto                        | 229×279         | 9×11        | 1.222 |      |           |
| レター                      | Letter（LTR）                 | 216×279         | 81/2×11     | 1.294 | A    | A4        |
| エグゼクティヴ              | Executive（EXEC）             | 184×267         | 71/4×101/2  | 1.448 |      |           |
| ステイトメント ハーフレター | Statement（STMT） Half Letter | 140×216         | 51/2×81/2   | 1.545 | A5   |           |

なお、フォリオやエグゼクティヴには複数のサイズがあり、また他の国（チリ、フィリピン、メキシコなど）には別寸法のリーガルもある。このため購入などでサイズを指定する時には、名称でなくインチ数で表した方が無難である（レター・・・81/2×11 Eight and a Half by Elevenなど）。

### 日本
本の判型などに使われる。このほかにも多くのデファクト・スタンダードがある。
菊判・四六判は正確な寸法が定まっておらず、ここに記したのは一例である。AB判はA4の短辺とB5（JIS）の長辺を持つ。B40判・三五判はB5・A5（32取）の80%の幅である。
|        | 短辺×長辺（mm） | 比    | 全紙取り   |
| ------ | --------------- | ----- | ---------- |
| AB判   | 210×257         | 1.225 | AB判16取   |
| 菊判   | 152×218         | 1.434 | 菊判16取   |
| 四六判 | 127×188         | 1.480 | 四六判32取 |
| B40判  | 103×182         | 1.768 | B判40取    |
| 三五判 | 84×148          | 1.768 | A判40取    |

### 写真
写真の焼付け用紙は、508mm×610mm（20in×24in）の原紙から切り出す場合が多い。したがって四つ切、六つ切など分割数を名称に冠する。英語ではインチ数で表記する。美術におけるカンバスサイズとは異なっている。
近年はフォトプリンターの普及でこれをもとにしたサイズの写真用プリンター用紙がつくられているが、ビジネス用途との互換性からA・B判が用いられることも多い。またA・B判の出力幅を活かしたままで伝統的なカメラ（35mmフィルム・デジタル一眼レフ）の2:3の寸法比率をなるべくトリミング（切り取り）せず出力できるよう、この分野特有のノビ判サイズの用紙も使用されている。
A3ノビは写真プリンター特有の紙型である。デジタルカメラやスマートフォンの普及と共に、最近家電量販店での印画紙はほぼ日本的なL版および2L版（および国際的なKG版が少々）になってきている。
|                     | 短辺×長辺 | 短辺×長辺 | 比             |
| mm                  | in        |           | 比             |
| ------------------- | --------- | --------- | -------------- |
| 大全紙              | 508×610   | 20×24     | 6:5（1.200）   |
| 全紙                | 457×560   | 18×22     | 11:9（1.222）  |
| A3ノビ              | 329×483   | 13×19     | 19:13（1.462） |
| 半切                | 356×432   | 14×17     | 17:14（1.214） |
| 大四つ切            | 279×355   | 11×14     | 14:11（1.272） |
| 四つ切              | 254×305   | 10×12     | 6:5（1.200）   |
| 六つ切ワイド        | 203×305   | 8×12      | 3:2（1.500）   |
| 六つ切              | 203×254   | 8×10      | 5:4（1.250）   |
| 2L                  | 127×178   | 5×7       | 7:5（1.400）   |
| ハガキ（KG）        | 102×152   | 4×6       | 3:2（1.500）   |
| L（サービスサイズ） | 89×127    | 31/2×5    | 10:7（1.429）  |
| DSC                 | 89×119    | 31/2×4.69 | 4:3（1.333）   |

### 新聞

国際的な新聞判型の比較

- 国際的な判型 - おおむねの規格寸法。地域や新聞社によって違いがある。世界的には紙面小型化と発行コストの削減を目的に、従来より安価な幅が狭いロール紙で印刷できるように紙面レイアウトを再設計する「ウェブカットダウン」（Web cut down）と呼ばれる取り組みが進んでおり、ブロードシート判でも左右寸法がタブロイド判並みに狭い新聞もある。

| 判型                                        | 短辺×長辺         | 短辺×長辺            |
| 判型                                        | mm                | in                   |
| ------------------------------------------- | ----------------- | -------------------- |
| ブロードシート判（Broadsheet）              | 375×600           |                      |
| ノルディッシュ判（Nordisch）                | 400×570           |                      |
| レニッシュ判（Rheinisch）                   | 350×510           |                      |
| レニッシュ判（Rheinisch）                   | 350×520           |                      |
| レニッシュ判（Rheinisch）                   | 360×530           |                      |
| スイス判（NZZ判、Schweizer Format）         | 320×475           |                      |
| ベルリナー判（Berliner）                    | 315×470           | 123/8×181/2          |
| タブロイド・エクストラ（Tabloid Extra）     | 305×455           | 12×18                |
| ハーフ・ブロードシート判（Half Broadsheet） | 300×375           | 12×143/4             |
| ハーフ・レニッシュ判（Half Rheinisch）      | 255〜265×365〜370 | 10〜101/2×141/2      |
| ハーフ・レニッシュ判（Half Rheinisch）      | 260×325           | 101/4×123/4          |
| ハーフ・スイス判（Half Schweizer Format）   | 240×330           | 91/2×13              |
| ハーフ・ベルリナー判（Half Berliner）       | 230〜240×310〜320 | 9〜91/4×121/4〜121/2 |
| タブロイド判（Tabloid）                     | 285×400           | 111/4×153/4          |
| タブロイド判（Tabloid）                     | 235×315           | 91/4×121/2           |

- 日本ローカルの判型
  - ブランケット判 - 406mm×545mm

日本の主要な新聞社が採用している。
  - タブロイド判 - 273mm×406mm

ブランケット判の半分の大きさで、国際的なタブロイド判のサイズとはやや異なる。夕刊フジ・日刊ゲンダイ・フジサンケイ ビジネスアイなどのほか、自治体の広報紙、新聞形式のフリーペーパー・機関紙、新聞の折り込み広告などで、広く採用されている。
  - 菊判 - 469mm×636mm（菊半裁）、318mm×469mm（菊四裁）
  - オフセット枚葉機による印刷を行っている中・小規模地域紙においては、ブランケット判代用としてJIS B3判（364mm×515mm）を、タブロイド判代用としてJIS B4判（257mm×364mm）を用いる例が多い。

### その他の規格
- バイブルサイズ（聖書サイズ） - 95mm×170mm

元になったのはFilofax社がシステム手帳に用に販売している「Personal」と「Slimline」であるが、こちらは33/4in×63/4in（95mm×171mm）であり、日本国内で流通するサイズより僅かに長辺（縦）が長くなっているが、1mm差なのでバインダーは共通である。またB6に比べ短辺（横）が短くなっているが、B6の判形が収まるバインダーも多い。
携帯用聖書に広く使われるサイズに近いため、山根一眞がシステム手帳の解説本で「バイブルサイズ」と表現したことから日本国内ではこう呼ばれる。